# Концертная программа
Концертная программа — перечень произведений и композиций, заявляемый исполнителями и организаторами мероприятия на определённый концерт; в широком смысле — сама программа выступления артистов, музыкантов и т. п. Программа может объявляться и распространяться заранее, до распространения билетов, но может также храниться в тайне и стать известной постфактум. 
В качестве синонимов используются англицизмы «сет» и «сет-ли́ст» (англ. set list), реже — «треклист» и «лист-программа». Например, выступления диджеев как правило называют сетами, но сам список прозвучавших композиций — «треклистом» или «плейлистом».